# Полтавський національний педагогічний університет імені Володимира Короленка
Полтавський національний педагогічний університет імені В. Г. Короленка — вищий навчальний заклад в Україні, який веде свій початок від 1914 року. Один із найстаріших закладів вищої освіти України. Найстаріший університет на Полтавщині.

## Історія існування
1 липня 1914 року відповідно до Імператорського указу у Полтаві засновано учительський інститут. У 1918 р. було відкрито історико-філологічний факультет.
У липні 1919 р. інститут перетворено на педагогічний. 1920 року Полтавський педінститут мав три відділення: словесно-історичне, природниче та фізико-математичне. Лекторський склад — 25 осіб
14 квітня 1921 р. він був реорганізований у Полтавський інститут народної освіти (ІНО) шляхом об'єднання Полтавського педагогічного інституту та Полтавського історико-філологічного факультету, першим деканом останнього, а згодом і ректором навчального закладу став історик, архівіст Рибаков Іван Федотович, після нього ректором працював Мирослав Гаврилів. У 1921—1922 рр. інститут мав два відділення: природничо-математичне та словесно-історичне. У 1922—1923 навчальному році було створено факультет соціального виховання зі спеціалізацією на 3 курсі за такими напрямками: індустріальний (математика і фізика), суспільствознавчий, сільськогосподарський. У 1922 році в Інституті працювало 34 викладачі та 18 осіб адміністративного персоналу, навчалося 369 студентів. Відомим був хор інституту, яким керував український композитор професор Василь Миколайович Верховинець.
24 серпня 1930 р. ІНО перетворено на Інститут соціального виховання, а 1933 року — на педагогічний інститут з фізико-математичним, природничо-географічним, історичним, філологічним факультетами та дошкільним відділенням. У 1936 р. при інституті створено Полтавський учительський інститут з мовно-літературним та фізико-математичним факультетами. Напередодні війни в інституті діяло 15 кафедр, де працювало близько сотні викладачів і навчалося 1500 студентів стаціонарно та 1400 заочно.
Під час нацистської окупації Полтави 1941—1943 рр. педінститут, як і інші виші міста не працював. Його приміщення було перетворено на казарму для німецьких вояків, але частина адміністрації вишу збереглася. У січні 1942 року в штаті інституту налічувалося 26 осіб, а місячний кошторис на їхнє утримання становив 7258 крб. Директором інституту німці призначили Л. П. Ткаченка, який регулярно одержував свою чималу платню — 1000 крб. на місяць. Чотири наукові працівники (В. С. Оголевець, Є. М. Кудрицький, Т. У. Малахова і М. В. Пилипенко) отримували по 400 крб., завідувач Ботанічного саду С. О. Іллічевський — 550 крб., завідувачка бібліотеки О. В. Білкова — 250 крб. тощо. Штат гравіметричної обсерваторії при педагогічному інституті налічував сім осіб, у 1942 році при ній ще діяла аспірантура. У Ботанічному саду постійно працювали чотири чоловіки, але для виконання термінових і сезонних робіт через Біржу праці залучалися безробітні. У перші місяці німецької окупації при інституті ще працювала дитяча сільськогосподарська дослідна станція, проте восени 1942 року, після утворення Полтавського ґебіту, в інституті були залишені лише технічні працівники і всіма справами вишу відав завгосп В. Є. Кизим.
21 жовтня 1943 р. Полтавський педагогічний та Полтавський учительський інститути поновили роботу. Станом на жовтень 1944 р. там навчалося 397 студентів. 1951 р. учительський інститут ліквідовано, але навчання в ньому на стаціонарі тривало до 1954 р.
У грудні 1949 р. Полтавському державному педагогічному інституту присвоєно ім'я В. Г. Короленка
Постановою Кабінету Міністрів України № 448 від 9 грудня 1999 року Полтавський державний педагогічний інститут було перетворено на Полтавський державний педагогічний університет.
25 листопада 2009 року указом Президента України Віктора Ющенка Полтавському державному педагогічному університету надано статус національного.
Навчальний корпус № 1 Полтавського національного педагогічного університету імені В.Г. Короленка є пам'яткою архітектури місцевого значення, відповідно до наказу Міністерства культури України від 17.05.2017 р. № 430, охоронний номер № 4757-Пл.

### Сьогодення
Полтавський національний педагогічний університет імені В. Г. Короленка є освітньо-науковим центром із вагомими здобутками та традиціями, який не зупиняється у своєму розвиткові, має чітко визначені цілі, базовані на здобувачах усіх рівнів вищої освіти (від бакалаврату до докторантури), розмаїтті та багатопрофільності освітніх програм, активній науково-дослідній та навчально-методичній діяльності, апробованій системі забезпечення якості освіти, високому відсотку викладачів з ученими ступенями кандидатів і докторів наук та званнями доцентів і професорів, дієвому менеджменту, фінансовій стабільності.
У ПНПУ працюють 280 науково-педагогічних працівників, серед яких 52 доктор наук, 36 професорів, і 185 кандидатів наук, доцентів.
Університет має 7 факультетів: історії та географії, природничий, філології та журналістики, фізико-математичний, психолого-педагогічний, технологій та дизайну, фізичного виховання, у складі яких працює 35 кафедр. Здобувачі освіти навчаються за ступеневою системою бакалавр — магістр — доктор філософії — доктор наук.
На базі Університету функціонує три спеціалізовані вчені ради: Д 44.053.01 із захисту докторських та кандидатських дисертацій зі спеціальності 13.00.04 — теорія та методика професійної освіти (голова — проф. Федій О. А.).
Д 44.053.03 із захисту докторських та кандидатських дисертацій зі спеціальностей 13.00.01 — загальна педагогіка та історія педагогіки 13.00.09 — теорія навчання (голова — проф. Гриньова М. В.).
К 44.053.02  із захисту кандидатських дисертацій зі спеціальності 13.00.02 — теорія та методика трудового навчання (голова — проф. Титаренко В. П.).
З 2020 р. розпочато експеримент з присудження ступеня доктора філософії на разових спеціалізованих вчених радах.
В Університеті виходять друком 10 періодичних наукових видань, 9 із яких мають статус фахових, а 8 входять до наукометричних баз, у тому числі Index Copernicus: «Психологія і особистість», «Філософські обрії», «Витоки педагогічної майстерності», «Біологія та екологія», «Українська професійна освіта», «Педагогічні науки», «Філологічні науки», «Естетика та етика педагогічної дії».
Заклад вищої освіти має власний офіційний вісник «Університетський час».
Полтавський національний педагогічний університет імені В. Г. Короленка у межах міжнародних договорів співпрацює із навчальними та науковими закладами Австрії, Білорусі, Болгарії, Бразилії, Великої Британії, Грузії, Естонії, Ізраїлю, Іспанії, Канади, Китайської Народної Республіки, Королівства  Данії, Латвії, Литви, Німеччини, Польщі, Словаччини, Словенії, США, Туреччини, Чехії, Швеції, Японії.
За напрямком академічної мобільності, співпраця відбувається у рамках проєкту Європейського Союзу Erasmus+ КА1 (Університетський коледж Копенгагена, Данія), у межах договору з вивчення германістики з Університетом Кобленц-Ландау, за індивідуальною мобільністю (Вища школа Обенро (Данія) тощо.
Сьогодні ПНПУ розміщується у чотирьох навчальних корпусах, має чотири гуртожитки на 1300 місць, спортивний комплекс. При закладі діють, навчально-наукові лабораторії та центри: «Ботанічний сад», молекулярної акустики, психології, Міжнародний та всеукраїнський макаренкознавчий центр, Науково-методичний центр якості вивчення англійської мови та зарубіжної літератури, Центр історико-антропологічних досліджень Центр дослідження полтавської журналістики, Коучинг центр, Короленківський центр, «Sakura», Освітній дизайн-центр, Україно-Австро-Німецький Центр поведінкової економіки.
В Університеті створено умови для бажаючих проходити військове навчання за програмою підготовки офіцерів запасу (військова кафедра).
Бібліотека університету нараховує 605 515 примірників як на традиційних паперових, так і на електронних носіях інформації і є найбільшим книгосховищем у Полтавській області.
В університеті функціонують музеї історії університету, геологічний музей ім. Вернадського, народної артистки України, Героя України Раїси Кириченко, еволюції природи, археологічний, українського рушникарства, а також меморіальні аудиторії В.  Короленка, А. Макаренка, В. Сухомлинського, М. Остроградського, Ю. Кондратюка, І. Зязюна, Г.Ващенка, В. Верховинця, Для задоволення потреб та інтересів здобувачів вищої освіти у Полтавському національному педагогічному університеті імені В. Г. Короленка функціонує близько 20 колективів художньої самодіяльності, серед яких 10 носять почесне звання «народного». Зокрема, пропагує збереження та примноження кращих зразків українського пісенного мистецтва український народний хор «Калина», український народний чоловічий вокальний ансамбль «Чебрець» та жіночий фольклорний ансамбль «Черемшина», народний фольклорний ансамбль «Жива вода» імені Павла Бакланова; класичні твори зарубіжних та сучасних українських авторів пропагують народний академічний ансамбль «1000 років музики», народний камерний хор імені П. Лиманського, студія естрадної пісні «Глорія», Народний вокальний жіночий ансамбль «Свічадо»; пропагує народну хореографію — народний самодіяльний ансамбль танцю «Весна»; класичну — народний аматорський ансамбль сучасного балету «Марія», спортивно-бальне танцювальне мистецтво — народний ансамбль спортивного бального танцю «Грація». Розвивати власні акторські здібності студенти можуть відвідуючи аматорський театр «Фабула», літературно-мистецький театр-студію «Глобус»; дизайнерські здібності — у студентському «Театрі мод», інтелектуальні — «Вендета» (Клуб інтелектуальної творчості «Що? Де? Коли?»). Спортивні здібності студенти можуть розвивати у секціях з волейболу (жіночий, чоловічий), черлідингу, боксу, атлетизму, футболу.
В Університеті навчаються і працюють близько 60 майстрів спорту України, 4 майстрів спорту міжнародного класу, 1 заслужений працівник фізичної культури і спорту України (керівник гуртка).
Університет має розвинену інфраструктуру, яка відповідає основним напрямкам його діяльності, зазначеним Статутом, і забезпечує підготовку педагогічних і непедагогічних (екологів, журналістів, культурологів, психологів, соціальних працівників) кадрів вищого рівня.

## Ректори (директори) ПНПУ імені В.Г.Короленка з часу заснування
- 1914-1917 — Волнін Олександр Костянтинович
- 1917-1919 — Левитський Олександр Августович
- 1920-1921 — Ніколаєв Валентин Федорович
- 1921-1922 — Рибаков Іван Федотович
- 1922-1923 — Гаврилів Мирослав Степанович
- 1923-1924 — Щепотьєв Володимир Олександрович
- 1924-1925 — Ходак Олександр Васильович
- 1925-1930 — Фарбер Матвій Харитонович
- 1930-1931 — Жагар Карл Петрович
- 1931-1933 — Куліненко Радіон Петрович
- 1933-1934 — Койнаш Петро Михайлович
- 1934-1935 — Дащенко Михайло Степанович
- 1935-1937 — Онісін Іван Максимович
- 1938-1940 — Доценко Микола Васильович
- 1940-1941 — Асєєв Петро Миколайович
- 1941-1942 — Ткаченко Леонід Пилипович (під час німецької окупації України)
- 1943-1944 — Бойко Антон Гаврилович
- 1944-1949 — Редько Федір Андрійович
- 1949-1952 — Кирса Іван Якович
- 1952-1953 — Нененко Дмитро Степанович
- 1953-1971 — Семиволос Михайло Васильович
- 1971-1975 — Зубань Олександр Карпович
- 1975-1990 — Зязюн Іван Андрійович
- 1990-2008 — Пащенко Володимир Олександрович
- 2008-2009 — в.о.ректора Киридон Петро Васильович
- 2009-2021 — Степаненко Микола Іванович
- 2021 — в.о.ректора Сітарчук Роман Анатолійович
- 2021 — Гриньова Марина Вікторівна

## Науковці та педагоги
- Бабенко Віктор Савелійович — старший викладач кафедри образотворчого мистецтва, член Національної спілки художників України, лауреат премії імені Миколи Ярошенка у номінації «Наукові праці та дослідження в галузі мистецтва» (2016). Автор-розробник герба і прапора ПНПУ імені В. Г. Короленка.
- Баранець Інна Володимирівна — асистент кафедри спеціальної освіти і соціальної роботи.
- Баранник Тетяна Анатоліївна — кандидат фізико-математичних наук, доцент.
- Барболіна Тетяна Миколаївна — декан фізико-математичного факультету, доктор фізико-математичних наук, доцент.
- Бардакова Олена Олександрівна — кандидат філологічних наук, старший викладач кафедри романо-германської філології.
- Батієвська Тетяна Вікторівна — кандидат педагогічних наук, доцент кафедри образотворчого мистецтва.
- Березан Валентина Ігорівна — доктор педагогічних наук, доцент кафедри спеціальної освіти і соціальної роботи.
- Березан Олексій Іванович — кандидат медичних наук, доцент кафедри спеціальної освіти і соціальної роботи.
- Білик Галина Миколаївна — старший викладач кафедри української літератури.
- Благова Тетяна Олександрівна — доктор педагогічних наук, доцент, завідувач кафедри хореографії Полтавського національного педагогічного університету імені В. Г. Короленка, член Національної хореографічної спілки України.
- Блоха Ярослав Євгенійович — кандидат філософських наук, доцент кафедри філософії.
- Богданець-Білоскаленко Наталія Іванівна — доктор педагогічних наук, професор кафедри початкової освіти, природничих і математичних дисциплін та методик їх викладання (зовнішній сумісник).
- Богунова Ірина Альбертівна — завідувач навчальною лабораторією електронного навчання кафедри початкової освіти, природничих і математичних дисциплін та методик їх викладання.
- Бондаренко Валентина Володимирівна — кандидат педагогічних наук, доцент, доцент кафедри теорії й методики фізичного виховання, адаптивної та масової фізичної культури, майстер спорту з легкої атлетики.
- Браїлко Юлія Іванівна — кандидат філологічних наук, доцент кафедри філологічних дисциплін і методик їх викладання.
- Бурсова Світлана Сергіївна — старший викладач.
- Вашак Оксана Олексіївна — кандидат педагогічних наук, доцент.
- Вєнєвцева Євгенія Володимирівна — кандидат педагогічних наук, доцент кафедри англійської та німецької філології.
- Вільхова Оксана Григорівна — кандидат педагогічних наук, доцент.
- Власенко Наталія Олександрівна — кандидат біологічних наук, доцент кафедри початкової освіти, природничих і математичних дисциплін та методик їх викладання.
- Вовченко Олеся Миколаївна — викладач кафедри англійської та німецької філології.
- Вовченко Сергій Володимирович — старший викладач кафедри музики, керівник народного аматорського естрадно-музичного центру «Вікторія», член Національної всеукраїнської музичної спілки, член Обласного відділення Українського фонду культури імені Бориса Олійника.
- Воскобойник Валентина Іванівна — кандидат філологічних наук, доцент кафедри англійської та німецької філології.
- Гетало Андрій Миколайович — кандидат фізико-математичних наук, старший викладач.
- Гібалова Наталія Володимирівна — кандидат педагогічних наук, доцент кафедри початкової освіти, природничих і математичних дисциплін та методик їх викладання.
- Гнізділова Олена Анатоліївна — доктор педагогічних наук, професор.
- Головіна Наталя Ігорівна — кандидат філософських наук, доцент кафедри етики та естетика, завідувачка кафедри філософії.
- Гончарова Наталія Олексіївна — доцент, кандидат психологічних наук.
- Горголь Петро Степанович — доцент, доцент кафедри хореографії Полтавського національного педагогічного університету імені В. Г. Короленка, член Національної асоціації спортивного танцю України, суддя Міжнародної категорії Всесвітньої ради танцю, тренер вищої категорії зі спортивних танців, художній керівник Народного ансамблю спортивного бального танцю «Грація».
- Гришко Ольга Іванівна — кандидат педагогічних наук, доцент.
- Губарь Ольга Григорівна — кандидат педагогічних наук, старший викладач кафедри спеціальної освіти і соціальної роботи.
- Даниско Оксана Володимирівна — кандидат педагогічних наук, доцент, доцент кафедри теорії й методики фізичного виховання, адаптивної та масової фізичної культури.
- Дейна Людмила Володимирівна — кандидат філологічних наук, старший викладач кафедри української мови.
- Дейнека Світлана Олександрівна — викладач кафедри англійської та німецької філології.
- Дем'янко Наталія Юріївна — кандидат педагогічних наук, доцент кафедри музики, член Національної всеукраїнської музичної спілки, член Обласного відділення Українського фонду культури імені Бориса Олійника.
- Денисовець Тамара Михайлівна — кандидат педагогічних наук, доцент.
- Дзюба Тетяна Михайлівна — доцент, кандидат психологічних наук.
- Дмитрієнко Оксана Олексіївна — кандидат педагогічних наук, доцент.
- Донець Олександр Володимирович — кандидат наук з фізичного виховання і спорту, доцент.
- доцент Зімакова Ліля Василівна — кандидат педагогічних наук, доцент.
- Дрозд Лариса Василівна — старший викладач кафедри спеціальної освіти і соціальної роботи.
- Дубовик Юлія Олександрівна — асистент.
- Жиров Олександр Анатолійович — кандидат педагогічних наук, доцент, доцент кафедри хореографії Полтавського національного педагогічного університету імені В. Г. Короленка, член і суддя міжнародної категорії Української Ради Спортивного Танцю (UDSC).
- Зайцева Юлія Вікторівна — кандидат педагогічних наук, доцент, доцент кафедри теоретико-методичних основ викладання спортивних дисциплін.
- Зелік Оксана Андріївна — старший викладач кафедри журналістики.
- Зінченко Наталія Іванівна — доцент кандидат філологічних наук, доцент кафедри української літератури.
- Золотарьова-Пасюта Наталія Михайлівна — провідний концертмейстер кафедри хореографії Полтавського національного педагогічного університету імені В. Г. Короленка.
- Зуєнко Марина Олексіївна — завідувач кафедри англійської та німецької філології, доктор філологічних наук, доцент.
- Іванко Володимир Вікторович — кандидат фізико-математичних наук, доцент.
- Ільченко Олена Юріївна — доктор педагогічних наук, професор.
- Ірклієнко Вікторія Степанівна — кандидат педагогічних наук, доцент кафедри музики, член Національної всеукраїнської музичної спілки, член Обласного відділення Українського фонду культури імені Бориса Олійника.
- Калюжна Юлія Іванівна — доцент, кандидат психологічних наук.
- Карапузова Ірина Валеріївна — кандидат педагогічних наук, доцент.
- Карапузова Наталія Дмитрівна — доктор педагогічних наук, професор кафедри початкової освіти, природничих і математичних дисциплін та методик їх викладання.
- Квак Ольга Вікторівна — кандидат біологічних наук, доцент.
- Кирильчук Оксана Борисівна — кандидат педагогічних наук, доцент кафедри романо-германської філології.
- Кисла Наталія Вікторівна — кандидат філологічних наук, асистент кафедри української мови.
- Кіприч Сергій Володимирович — кандидат педагогічний наук, доктор наук з фізичного виховання та спорту, доцент, доцент кафедри теорії й методики фізичного виховання, адаптивної та масової фізичної культури, майстер спорту з боксу.
- Кірічек Віктор Володимирович — старший викладач.
- Клименко Юлія Олександрівна — доцент, кандидат психологічних наук.
- Ковалевська Наталія Володимирівна — кандидат педагогічних наук.
- Коваленко Олена Володимирівна — асистент.
- Когут Ірина Вікторівна — доцент, кандидат психологічних наук.
- Конєва Тетяна Михайлівна — кандидат філологічних наук, доцент кафедри світової літератури.
- Кононенко Володимир Володимирович — кандидат історичних наук, доцент кафедри романо-германської філології.
- Комишан Юлія Вадимівна — асистент кафедри музики, керівник оркестрової групи українського народного хору «Калина», член Національної всеукраїнської музичної спілки.
- Кононенко Лілія Володимирівна — кандидат педагогічних наук, доцент кафедри спеціальної освіти і соціальної роботи.
- Кононова Марина Миколаївна — доцент, кандидат психологічних наук, доктор педагогічних наук.
- Кононович Тетяна Олександрівна — кандидат фізико-математичних наук, доцент.
- Конотоп Гліб Іванович — кандидат біологічних наук, доцент.
- Корнєва Людмила Михайлівна — кандидат філологічних наук, доцент кафедри філологічних дисциплін і методик їх викладання.
- Корносенко Оксана Костянтинівна — доктор педагогічних наук, професор, завідувач кафедри теорії й методики фізичного виховання, адаптивної та масової фізичної культури.
- Король Лариса Леонідівна — кандидат педагогічних наук, доцент кафедри англійської та німецької філології.
- Котломанітова Галина Олександрівна — кандидат медичних наук, доцент кафедри спеціальної освіти і соціальної роботи.
- Кравченко Вікторія Леонідівна — кандидат філологічних наук, доцент кафедри англійської та німецької філології.
- Кравченко Іван Віталійович — кандидат педагогічних наук, доцент.
- Кравченко Ольга Данилівна — старший викладач.
- Кравченко Петро Анатолійович — доктор філософських наук, професор, декан факультету історії та географії, відмінник освіти України, заслужений працівник освіти України, академік Академії Політичних Наук України.
- Красницький Микола Петрович — старший викладач.
- Кривцова Олена Павлівна — кандидат педагогічних наук, доцент.
- Криницька Наталія Ігорівна — кандидат філологічних наук, доцент кафедри романо-германської філології.
- Кришталь Наталія Анатоліївна — старший викладач кафедри романо-германської філології.
- Кузьменко Григорій Михайлович — кандидат педагогічних наук, доцент.
- Кулімова Юлія Григорівна — кандидат педагогічних наук, асистент кафедри початкової освіти, природничих і математичних дисциплін та методик їх викладання.
- Курчакова Ольга Миколаївна — асистент, заслужений працівник культури України, член Національної спілки художників України, лауреат міської премії імені Миколи Ярошенка в номінації «Вклад в розвиток музею і збирання колекції» (2011 рік), лауреат премії імені Паїсія Величковського (2021).
- Лавріненко Віталій Анатолійович — старший викладач, кандидат психологічних наук.
- Лебедик Леся Вікторівна — доктор педагогічних наук, доцент кафедри спеціальної освіти і соціальної роботи.
- Левченко Григорій Семенович — професор, завідувач кафедри музики, заслужений діяч мистецтв України, заслужений працівник культури України, член Національної всеукраїнської музичної спілки, член Обласного відділення Українського фонду культури імені Бориса Олійника.
- Ленська Світлана Василівна — професор, доктор філологічних наук, доцент кафедри української літератури.
- Лисенко Леся Іванівна — кандидат наук із соціальних комунікацій, доцент кафедри журналістики.
- Лобач Олена Олександрівна — кандидат педагогічних наук, доцент кафедри музики, член Національної всеукраїнської музичної спілки, член Обласного відділення Українського фонду культури імені Бориса Олійника.
- Лукаш Наталія Миколаївна — кандидат філологічних наук, старший викладач кафедри української мови.
- Луньова Тетяна Володимирівна — кандидат філологічних наук, доцент кафедри англійської та німецької філології.
- Лозицька Світлана Юріївна — завідувач навчальної лабораторії ІОТ кафедри математичного аналізу та інформатики.
- Лутфуллін Максим Валерійович — кандидат фізико-математичних наук, старший викладач.
- Макаренко Катерина Степанівна — кандидат педагогічних наук, доцент.
- Макаренко Яна Миколаївна — кандидат біологічних наук, асистент кафедри початкової освіти, природничих і математичних дисциплін та методик їх викладання.
- Малісевич Ольга Олександрівна — старший лаборант кафедри філологічних дисциплін і методик їх викладання.
- Мамон Олександр Васильович — кандидат педагогічних наук, доцент.
- Манжелій Наталія Михайлівна — кандидат педагогічних наук, доцент.
- Марченко Валентин Олександрович — кандидат фізико-математичних наук, доцент.
- Матяш Людмила Олександрівна — кандидат фізико-математичних наук, доцент.
- Медведська Ірина Михайлівна — кандидат філологічних наук, доцент кафедри англійської та німецької філології.
- Мелешко Віра Анатоліївна — завідувач кафедри української літератури, кандидат філологічних наук, доцент.
- Мельничук Майя Михайлівна — доцент, кандидат психологічних наук.
- Метельська Наталія Йосипівна — асистент, PhD.
- Мєшков В'ячеслав Михайлович — доктор філософських наук, доцент, професор кафедри філософії, відмінник освіти України.
- Мироненко Світлана Георгіївна — кандидат біологічних наук, доцент.
- Мирошник Олена Георгіївна — доцент, кандидат психологічних наук.
- Мишко Надія Мирославівна — доцент, кандидат психологічних наук.
- Мірошніченко Тетяна Віталіївна — кандидат педагогічних наук, доцент кафедри початкової освіти, природничих і математичних дисциплін та методик їх викладання.
- Мокляк Володимир Миколайович — завідувач кафедри загальної педагогіки та андрагогіки, доктор педагогічних наук, доцент.
- Момот Олена Олегівна — доктор педагогічних наук, професор, завідувач кафедри теоретико-методичних основ викладання спортивних дисциплін, майстер спорту України з легкої атлетики.
- Моргун Володимир Федорович — почесний професор ПНПУ імені В. Г. Короленка, почесний професор Міждержавного інституту українсько-казахстанських відносин імені Н. А. Назарбаєва (м. Київ), Заслужений працівник освіти України, професор, кандидат психологічних наук.
- Москаленко Оксана Анатоліївна — кандидат педагогічних наук, доцент.
- Москаленко Юрій Дмитрович — кандидат фізико-математичних наук, доцент.
- Мохірєва Юлія Анатоліївна — кандидат педагогічних наук, доцент, доцент кафедри образотворчого мистецтва, член Національної спілки художників України, лауреат премії імені Миколи Ярошенка у номінації «Наукові праці та дослідження в галузі мистецтва» (2011).
- Неділько Вікторія Володимирівна — завідувач навчальної лабораторії кафедри романо-германської філології.
- Непокупна Тетяна Андріївна — кандидат економічних наук, доцент.
- Ніколашина Тетяна Іванівна — кандидат філологічних наук, доцент кафедри української мови.
- Ніколенко Ольга Миколаївна — завідувач кафедри світової літератури, доктор філологічних наук, професор.
- Ніконенко Ольга Іванівна — старший викладач кафедри романо-германської філології.
- Новік Сергій Миколайович — кандидат педагогічних наук, доцент, старший викладач кафедри теоретико-методичних основ викладання спортивних дисциплін.
- Обловацька Валентина Григорівна — завідувач лабораторії.
- Олефір Ольга Іванівна — кандидат педагогічних наук, доцент кафедри спеціальної освіти і соціальної роботи.
- Олійник Світлана Петрівна — кандидат педагогічних наук, доцент кафедри філологічних дисциплін і методик їх викладання.
- Орлов Олексій Петрович — кандидат філологічних наук, асистент кафедри світової літератури.
- Орлова Ольга Василівна — кандидат педагогічних наук, доцент кафедри світової літератури.
- Павленко Юлія Григорівна — кандидат педагогічних наук, доцент кафедри початкової освіти, природничих і математичних дисциплін та методик їх викладання.
- Павлова Ірина Григорівна — завідувач кафедри української мови, кандидат філологічних наук, доцент.
- Падун Валентина Сергіївна — асистент кафедри спеціальної освіти і соціальної роботи.
- Палеха Ольга Миколаївна — кандидат педагогічних наук, старший викладач кафедри філологічних дисциплін і методик їх викладання.
- Панченко Наталія Василівна (зовнішній сумісник) — старший викладач кафедри спеціальної освіти і соціальної роботи, начальниця відділу Гендерний ресурсний центр. Налагодження міжнародного співробітництва комунальної установи Обласний молодіжний центр Полтавської обласної ради.
- Пасічніченко Анжела Василівна — кандидат психологічних наук, доцент.
- Пахомова Наталія Георгіївна — доктор педагогічних наук, професор, завідувач кафедри спеціальної освіти і соціальної роботи.
- Педченко Світлана Олександрівна — кандидат філологічних наук, доцент кафедри української мови.
- Перетятько Лариса Георгіївна — доцент, кандидат психологічних наук.
- Петренко Леся Миколаївна — доктор педагогічних наук, доцент.
- Петренко Юлія Іванівна — викладач кафедри романо-германської філології.
- Петров Віталій Валентинович — завідувач навчальної лабораторії кафедри загальної фізики і математики.
- Петрушов  Андрій Васильович — кандидат медичних наук, доцент кафедри спеціальної освіти і соціальної роботи.
- Петрушова Наталія Вікторівна — кандидат філологічних наук, доцент кафедри англійської та німецької філології.
- Пісцова Марія Петрівна — викладач кафедри англійської та німецької філології.
- Погребняк Володимир Аркадійович — кандидат педагогічних наук, доцент кафедри початкової освіти, природничих і математичних дисциплін та методик їх викладання.
- Подворна Світлана Олександрівна — провідний концертмейстер кафедри музики.
- Подошвелев Юрій Георгійович — кандидат фізико-математичних наук, доцент.
- Полянська Галина Миколаївна — кандидат мистецтвознавства, доцент, доцент кафедри хореографії Полтавського національного педагогічного університету імені В. Г. Короленка, член Національної Спілки композиторів України.
- Починок Євгенія Анатоліївна — кандидат педагогічних наук, доцент кафедри початкової освіти, природничих і математичних дисциплін та методик їх викладання.
- Пригода Лілія Борисівна — доцент, доцент кафедри хореографії Полтавського національного педагогічного університету імені В. Г. Короленка, член Національної хореографічної спілки України, член Національної Всеукраїнської музичної спілки, заслужений працівник культури України, художній керівник Народного самодіяльного ансамблю танцю «Весна».
- Процай Людмила Петрівна — кандидат педагогічних наук, доцент кафедри початкової освіти, природничих і математичних дисциплін та методик їх викладання.
- Пшичкіна-Фирсова Дар'я Анатоліївна (зовнішній сумісник) — асистент кафедри спеціальної освіти і соціальної роботи.
- Радько Ганна Іванівна — доцент, кандидат філологічних наук, доцент кафедри української літератури.
- Рахно Михайло Юрійович — кандидат філологічних наук, доцент кафедри англійської та німецької філології.
- Рева Марина Митрофанівна — доцент, кандидат психологічних наук.
- Рева Яніна Григорівна — старший викладач кафедри хореографії Полтавського національного педагогічного університету імені В. Г. Короленка, член Національної хореографічної спілки України.
- Ремезова Наталія Миколаївна — старший викладач кафедри музики, лауреат всеукраїнських конкурсів бандурного мистецтва, керівник народного аматорського вокального ансамблю «Свічадо», член Національної всеукраїнської музичної спілки, член Обласного відділення Українського фонду культури імені Бориса Олійника.
- Рудич Оксана Олексіївна — кандидат педагогічних наук, доцент кафедри філологічних дисциплін і методик їх викладання.
- Русіна Любов Данилівна — концертмейстер кафедри хореографії Полтавського національного педагогічного університету імені В. Г. Короленка.
- Саєнко Олег Васильович — завідувач кафедри загальної фізики і математики, кандидат фізико-математичних наук, доцент.
- Саєнко Тетяна Валентинівна — кандидат педагогічних наук, доцент, завідувач кафедри образотворчого мистецтва, член Національної спілки майстрів народного мистецтва України.
- Сакало Олександр Євгенійович — кандидат історичних наук, доцент.
- Самойленко Юрій Олексійович — доцент, доцент кафедри образотворчого мистецтва, голова Полтавського осередку Національної спілки художників України, заслужений діяч мистецтв України, кавалер Ордену Святого Рівноапостольного князя Володимира Великого ІІІ-го ступеня (2006) та Ордену Святого Архістратига Михаїла (2011), лауреат премії імені Миколи Ярошенка (2010), лауреат премії імені Паїсія Величковського (2015). Нагороджений Почесною грамотою Кабінету міністрів України (1998), Почесною грамотою Полтавської обласної державної адміністрації (2000), Грамотою Верховної Ради України (2005), Почесною грамотою виконавчого комітету Полтавської міської ради (2006).
- Свалова Марина Ігорівна — кандидат наук із соціальних комунікацій, доцент кафедри журналістики.
- Свєртнєв Олександр Анатолійович — кандидат педагогічних наук, доцент, доцент кафедри теорії й методики фізичного виховання, адаптивної та масової фізичної культури.
- Седих Кіра Валеріївна — завідувач кафедри, доктор психологічних наук, професор.
- Семенко Світлана Василівна — кандидат філологічних наук, професор, завідувач кафедри журналістики.
- Семеновська Лариса Аполлінаріївна — доктор педагогічних наук, професор.
- Сєров Микола Іванович — завідувач кафедри математичного аналізу та інформатики, доктор фізико-математичних наук, професор.
- Синиця Сергій Васильович — кандидат наук з фізичного виховання та спорту, доцент, доцент кафедри теорії й методики фізичного виховання, адаптивної та масової фізичної культури.
- Согоконь Олена Анатоліївна — кандидат педагогічних наук, доцент.
- Солінська Тетяна Іванівна — провідний концертмейстер кафедри хореографії Полтавського національного педагогічного університету імені В. Г. Короленка.
- Сорочан Валентина Сергіївна (зовнішній сумісник) — старший викладач кафедри спеціальної освіти і соціальної роботи, директор Полтавської загальноосвітньої школи № 20 імені Бориса Серги.
- Сосой Галина Станіславівна — старший викладач кафедри англійської та німецької філології.
- Степаненко Микола Іванович — доктор філологічних наук, професор, відмінник освіти України, заслужений діяч науки і техніки України.
- Степаненко Ніна Степанівна — кандидат філологічних наук, доцент, завідувач кафедри філологічних дисциплін і методик їх викладання.
- Степаненко Сергій Володимирович — кандидат економічних наук, доцент.
- Стиркіна Юлія Сергіївна — кандидат педагогічних наук, доцент кафедри філологічних дисциплін і методик їх викладання, член НСПУ.
- Стороха Богдан Валентинович — завідувач кафедри романо-германської філології, кандидат філологічних наук, доцент.
- Сулаєва Наталія Вікторівна — заслужена артистка України, професор кафедри музики, доктор педагогічних наук, декан психолого-педагогічного факультету, голова та член журі міжнародних, всеукраїнських і регіональних конкурсів і фестивалів, член обласної комісії із затвердження звань мистецьких колективів, солістка і головний хормейстер Українського народного хору «Калина», Член Полтавського обласного відділення Національної Всеукраїнської музичної спілки, член Національної всеукраїнської музичної спілки, член Обласного відділення Українського фонду культури імені Бориса Олійника.
- Супрун Дар'я Миколаївна (зовнішній сумісник) — доктор педагогічних наук, доцент кафедри спеціальної освіти і соціальної роботи, професор кафедри спеціальної психології та медицини факультету спеціальної та інклюзивної освіти Національного педагогічного університету ім. М. П. Драгоманова.
- Сухомлин Владислав Петрович — кандидат фізико-математичних наук, доцент.
- Таран Лариса Анатоліївна — завідувач навчальної лабораторії кафедри англійської та німецької філології.
- Тараненко Ірина Вадимівна — кандидат педагогічних наук, доцент, старший викладач кафедри теоретико-методичних основ викладання спортивних дисциплін.
- Таранцева Олена Олександрівна — кандидат педагогічних наук, доцент, доцент кафедри хореографії Полтавського національного педагогічного університету імені В. Г. Короленка, заслужений працівник культури України, художній керівник Народного хореографічного колективу «Міленіум».
- Тарасенко Олександр Кирилович — доцент, доцент кафедри образотворчого мистецтва, член Національної спілки художників України, лауреат премії імені Миколи Ярошенка у номінації «Образотворче мистецтво. Графіка» (2020). Нагороджений Знаком «Відмінник освіти України».
- Тарасова Наталія Іванівна — кандидат філологічних наук, доцент кафедри світової літератури.
- Тесленко Марина Миколаївна — доцент, кандидат психологічних наук.
- Тимінська Ірина Миколаївна — кандидат філологічних наук, доцент кафедри англійської та німецької філології.
- Тітов Іван Геннадійович — доцент, кандидат психологічних наук, кандидат педагогічних наук, доцент кафедри психології.
- Тітова Тетяна Євгенівна — доцент, кандидат психологічних наук, кандидат педагогічних наук, доцент кафедри психології.
- Усанова Людмила Анатоліївна — кандидат філософських наук, доцент кафедри філософії.
- Фазан Василь Васильович — доктор педагогічних наук, професор.
- Фазан Тетяна Павлівна — кандидат педагогічних наук, асистент.
- Федій Ольга Андріївна — доктор педагогічних наук, професор, завідувач кафедри початкової освіти, природничих і математичних дисциплін та методик їх викладання.
- Харченко Анжела Станіславівна — доцент, кандидат психологічних наук.
- Хоменко Алла Василівна — кандидат педагогічних наук, доцент.
- Хоменко Павло Віталійович — доктор педагогічних наук, професор, декан факультет фізичного виховання.
- Хорольський Олексій Вікторович — кандидат фізико-математичних наук, доцент.
- Циганенко Юрій Юхимович — літературознавеуь, завідувач кафедри літературознавства, декан мовно-літературного факультету у 1934 - 1935 роках.
- Цина Валентина Іванівна — доктор педагогічних наук, професор.
- Чайкіна Наталія Олександрівна — доцент, кандидат психологічних наук.
- Чаленко Іван Якович — магістр богослов'я, філософ, педагог, основоположник модерної української науки етики.
- Черкаська Любов Петрівна — кандидат педагогічних наук, доцент.
- Черненко Вікторія Олександрівна — кандидат філологічних наук, доцент кафедри англійської та німецької філології.
- Черчата Лідія Михайлівна — кандидат педагогічних наук, доцент кафедри англійської та німецької філології.
- Чуб Костянтин Федорович — кандидат фізико-математичних наук, доцент кафедри початкової освіти, природничих і математичних дисциплін та методик їх викладання.
- Шапаренко Інна Євгенівна — кандидат біологічних наук, доцент.
- Шаповал Алла Олексіївна (зовнішній сумісник) — старший викладач кафедри спеціальної освіти і соціальної роботи, директор початкової школи № 45 Полтавської міської ради.
- Шебеліст Сергій Вікторович — кандидат наук із соціальних комунікацій, доцент кафедри журналістики.
- Шевченко Борис Олексійович — кандидат економічних наук, доцент.
- Шевчук Вікторія Валентинівна — доцент, кандидат психологічних наук.
- Шкляр Ірина Михайлівна — провідний концертмейстер кафедри музики.
- Шостак  Євгенія Юріївна — кандидат педагогічних наук, доцент, доцент кафедри теоретико-методичних основ викладання спортивних дисциплін, майстер спорту України з футзалу.
- Шрамко Руслана Григорівна — кандидат філологічних наук, доцент кафедри англійської та німецької філології.
- Штепа Олексій Олександрович — кандидат філософських наук, старший викладач кафедри філософії.
- Юдіна Наталія Олександрівна — доцент, кандидат психологічних наук, кандидат педагогічних наук, доцент кафедри психології.
- Юрченко Герман Юрійович — доцент кафедри хореографії Полтавського національного педагогічного університету імені В. Г. Короленка, заслужений діяч Мистецтв України, народний артист України, голова обласного відділення національної Всеукраїнської музичної спілки.
- Яковенко Лариса Іванівна — доктор економічних наук, професор.
- Яковлев Володимир Петрович — старший викладач кафедри музики, концертмейстер українського народного хору «Калина», член Національної всеукраїнської музичної спілки, член Обласного відділення Українського фонду культури імені Бориса Олійника.
- Яновська Тамара Анатоліївна — доцент, кандидат психологічних наук, кандидат педагогічних наук, доцент кафедри психології.

## Наукові школи

### Естетична культура в підготовці майбутнього освітянина
Керівник: професор Валентина Титаренко.
Напрям школи: дослідження закономірностей формування естетичної культури учнівської та студентської молоді в галузі технологічної освіти засобами українських народних промислів.

### Інтелектуалізація професійної освіти
Керівник: професор Євген Кулик.
Напрям школи: теоретико-методологічні передумови зміни моделей управління професійно-технічною освітою в Україні.

### Інтеграція культурологічного і педагогічного знання
Керівник: професор Любов Кравченко.
Напрям школи: методолого-теоретичні основи та організаційно-методичні механізми модернізації системи освіти Полтавщини.

### Особистісно-орієнтована спрямованість трудового навчання та вивчення професійно орієнтованих дисциплін
Напрям школи: проблематика підготовки майбутніх учителів трудового навчання та технологій до вирішення професійних задач діяльності, пов'язаних із їх особистісно орієнтованою трудовою підготовкою, теорією і методикою трудового навчання та навчання технологій.

### Семантична і формально-граматична структура речення: симетрійні / асиметрійні зв'язки
Керівник: Микола Степаненко доктор філологічних наук із напряму підготовки 10.02.01 — українська мова (2005), професор (2005), професор кафедри української мови, ректор Полтавського національного педагогічного університету імені В. Г. Короленка, дійсний член Національної академії наук вищої освіти України (2008), заслужений діяч науки і техніки України (2009), відмінник освіти України (1994)
Основні напрями діяльності наукової школи:
- дослідження взаємодії формально-граматичної і семантичної будови речення, лексико-семантичної природи його конститутивних позицій;
- з'ясування симетрійних та асиметрійних зв'язків між реченнєвими рівнями;
- установлення інваріантних, варіантних, синонімійних, антонімійних синтаксичних структур з об'єктним, атрибутивним, адвербіальним, суб'єктним, синкретичним типом семантико-синтаксичних відношень[9].

### Теорія і методика навчання у вищій і загальноосвітній школі
Керівник: Шиян Надія Іванівна

### Традиції і новаторство в літературі
Керівник: Ольга Ніколенко, доктор філологічних наук, професор, завідувач кафедри світової літератури, Почесний професор Полтавського національного педагогічного університету імені В. Г. Короленка, заслужений діяч науки і техніки України.
Члени наукової школи проф. О. М. Ніколенко опублікували понад 20 монографій, понад 500 наукових статей у фахових виданнях України та за кордоном. Нині в межах наукової школи «Традиції і новаторство в літературі» виконуються 5 кандидатських дисертацій і 1 докторська дисертація.

## Меморіальні дошки

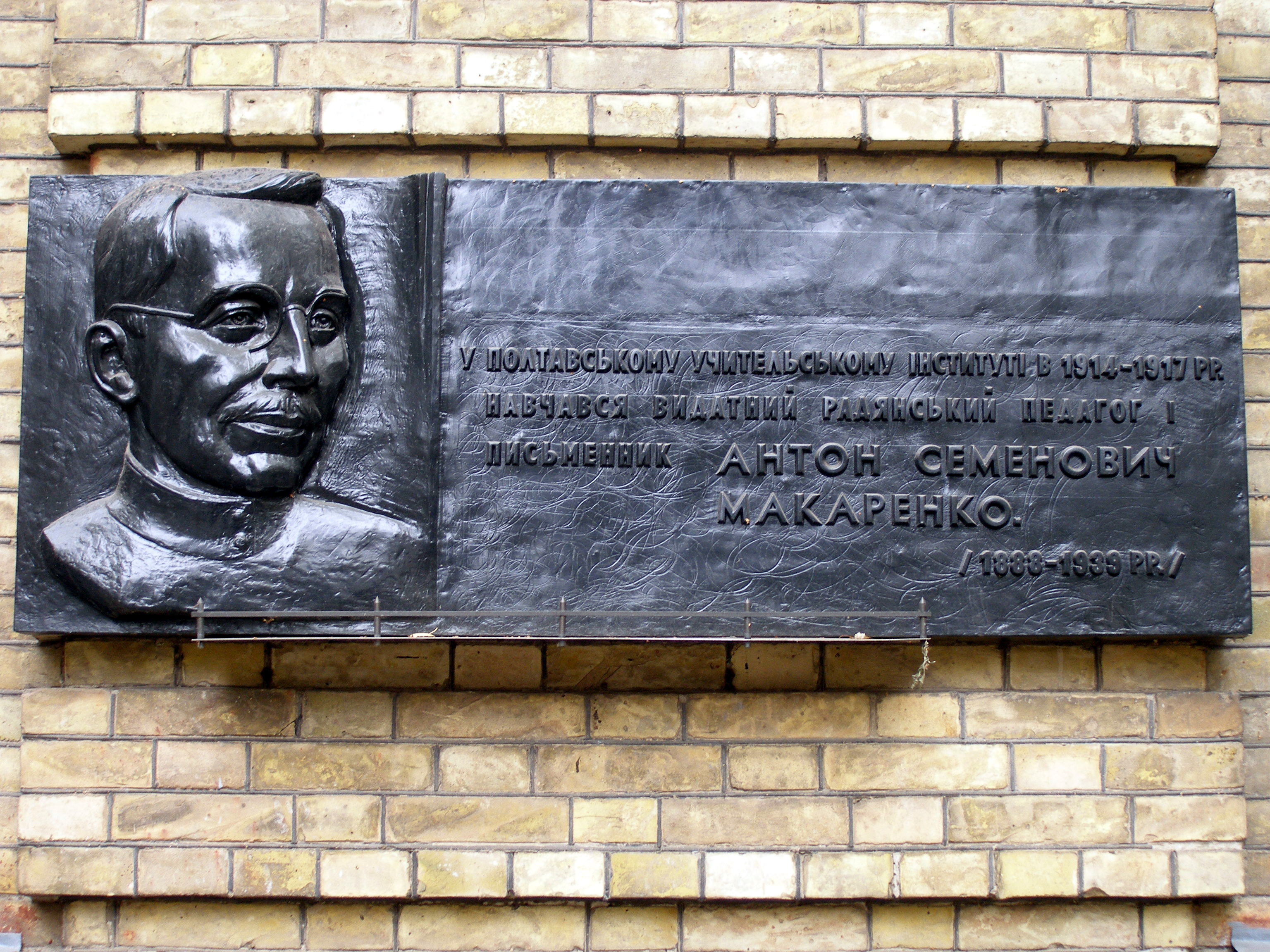
А. Макаренку (демонтована 02.03.2025)
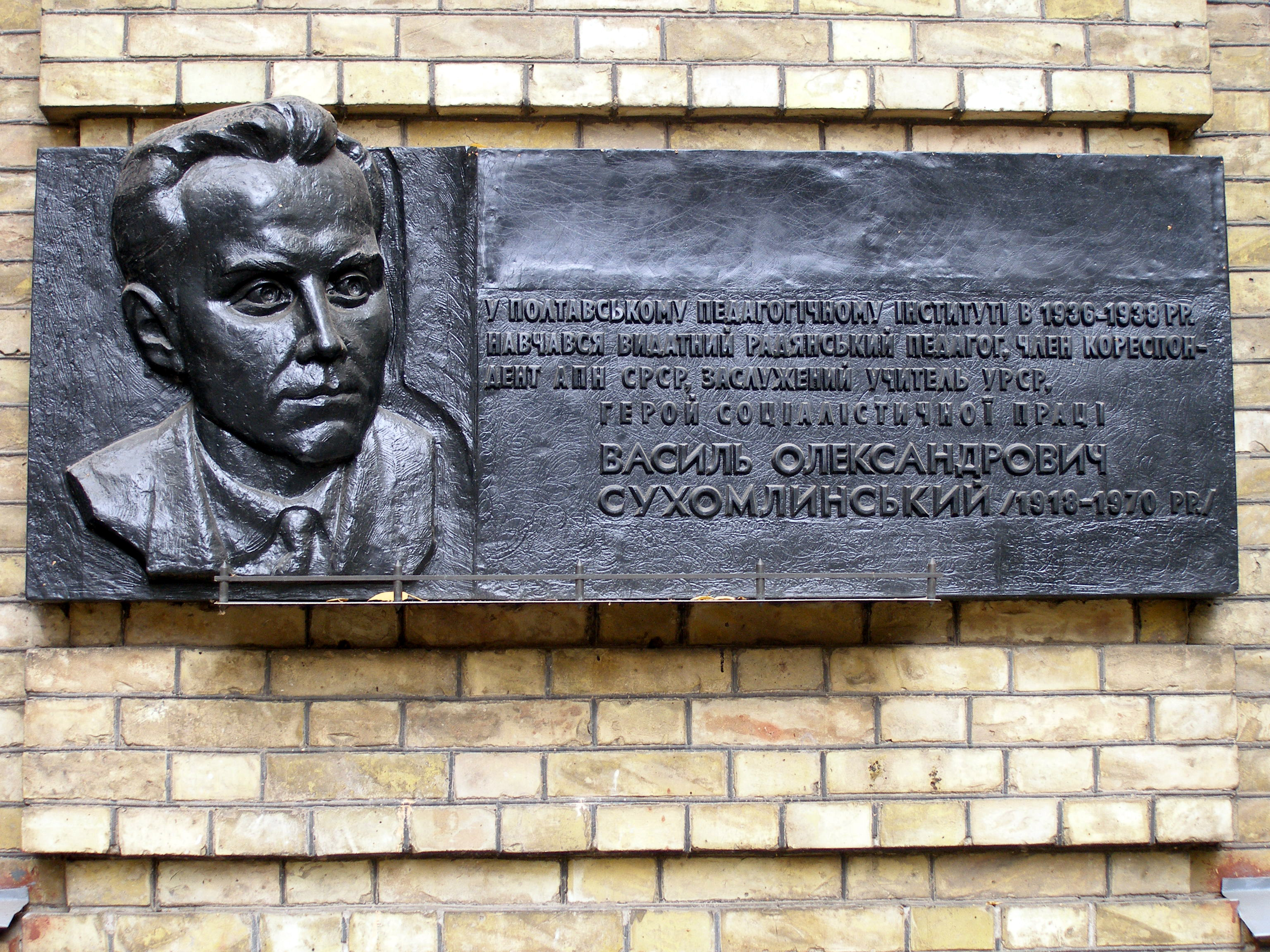
В. Сухомлинському
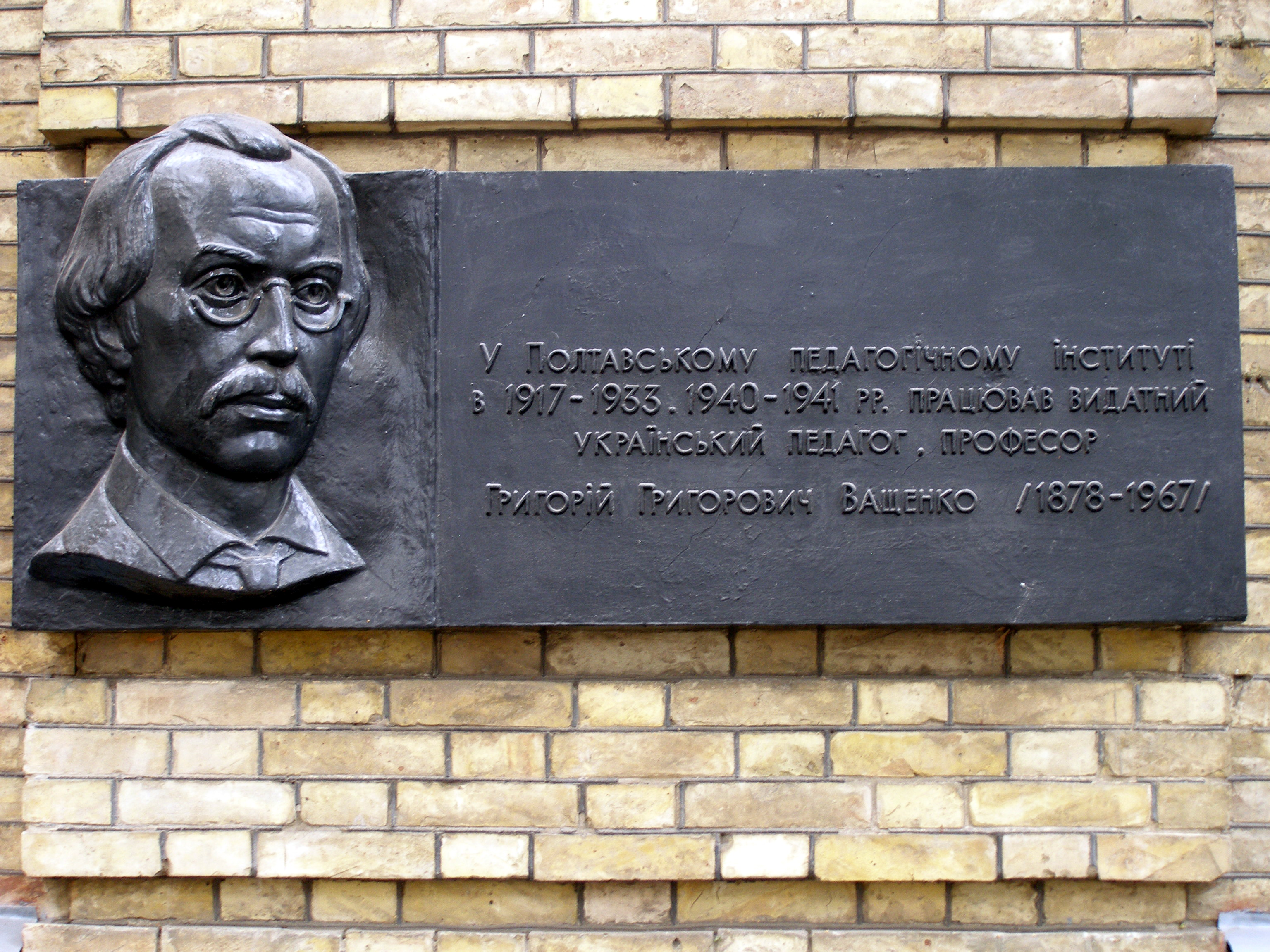
Г. Ващенку
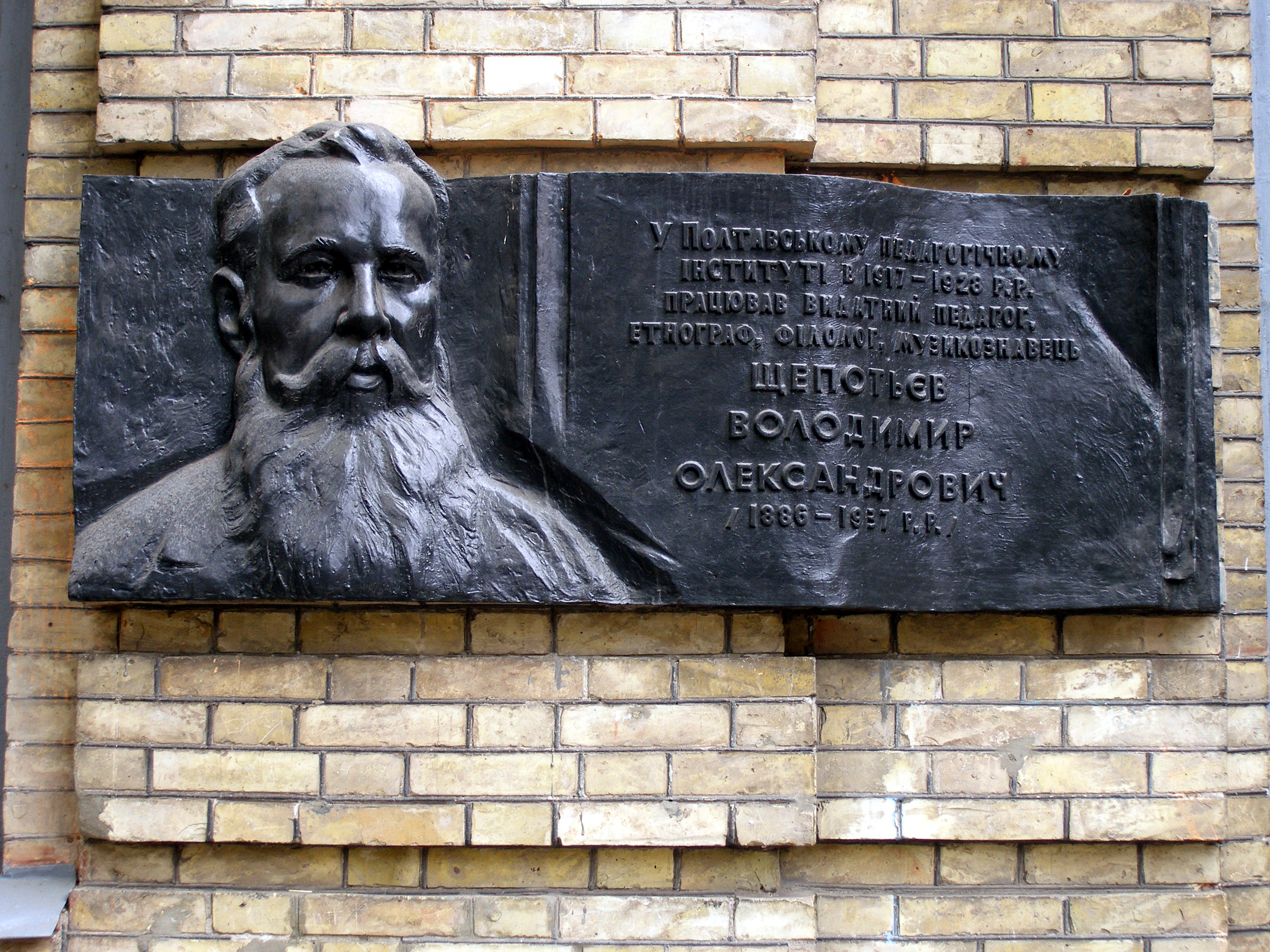
В. Щепотьєву
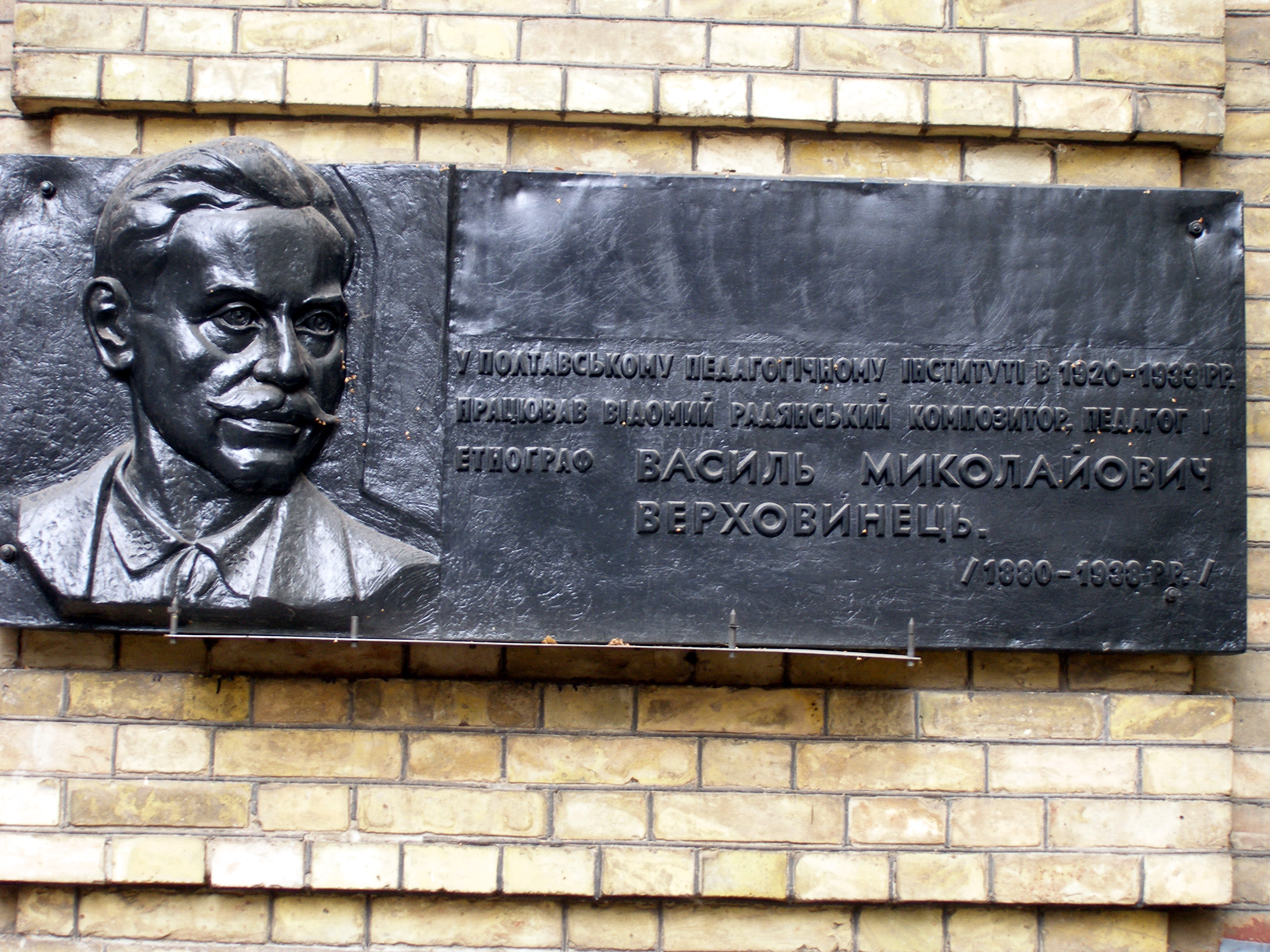
В. Верховинцю
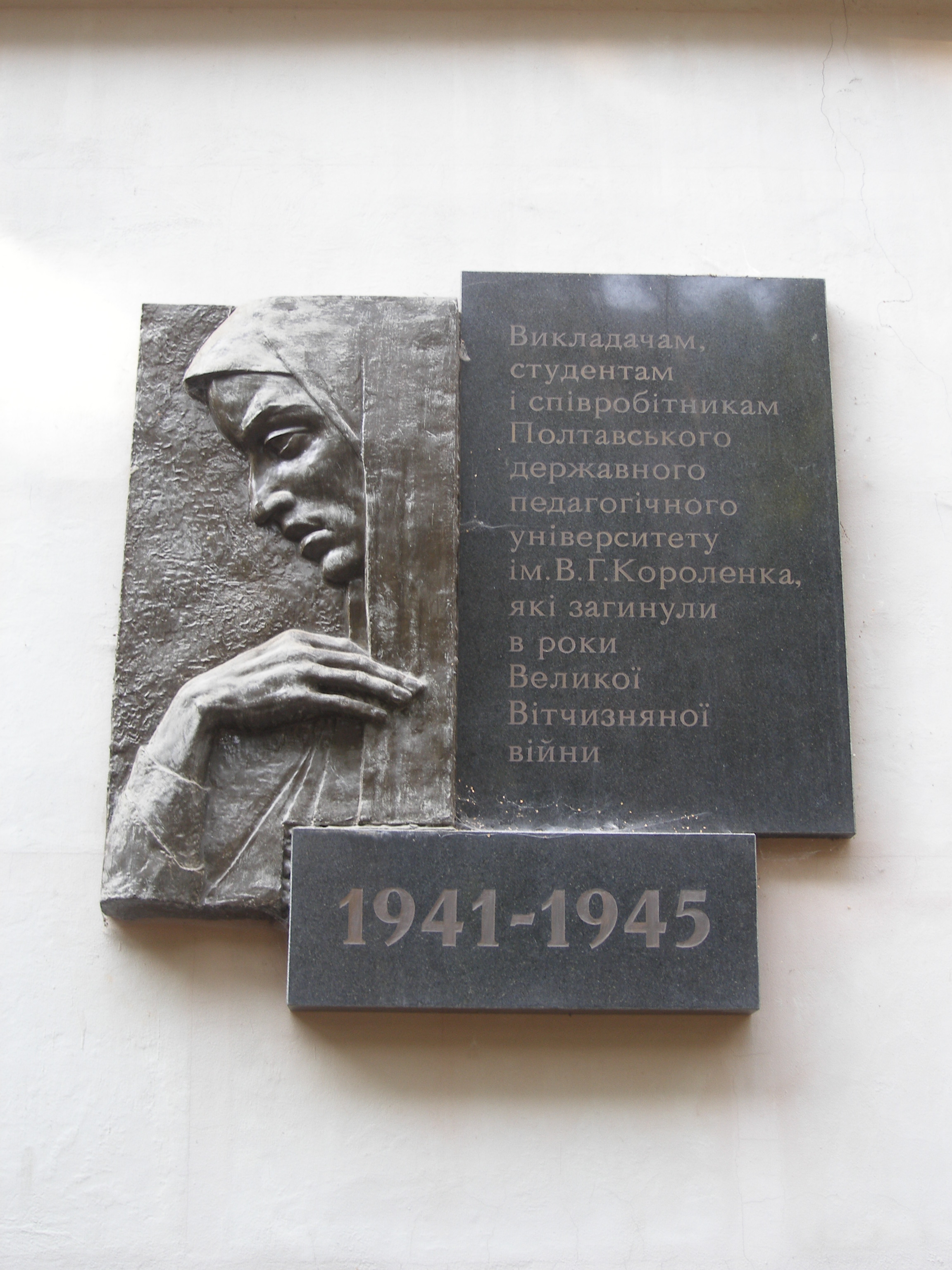
Тим, що загинули в роки Великої Вітчизняної війни

## Відомі випускники
- Бабенко Людмила Леонідівна — українська науковиця, дослідниця історії релігії і церкви в Україні, доктор історичних наук.
- Бажан Олег Григорович — український історик, краєзнавець.
- Байрак Олена Миколаївна — український біолог.
- Балагура Тетяна Іванівна — вчителька Полтавського міського ліцею № 1 імені І. П. Котляревського, Герой України.
- Бариш Олег Миколайович — майстер спорту, заслужений тренер України, володар чорного поясу з військово-спортивних багатоборств, кандидат у Майстри спорту з рукопашного бою, керівник Полтавської обласної дитячої громадської організації "Військово-спортивний центр «Воїн».
- Безус Роман Анатолійович — український футболіст, атакувальний півзахисник збірної України та бельгійського «Гента».
- Біленький Олександр Юрійович — український політик, громадський діяч, голова громадської організації «Патріоти Решетилівщини». Голова Полтавської обласної ради з 4 грудня 2015 року.
- Біліченко Геннадій Васильович — український спецпризначенець. Капітан СБУ. Співробітник Центру спеціальних операцій Служби безпеки України.
- Білокінь Руслан Михайлович — Заслужений юрист України, доктор юридичних наук. Почесний працівник органів прокуратури України.
- Білоус В'ячеслав Олександрович — полковник запасу, голова Спілки офіцерів України. Державний службовець 1-го рангу.
- Білоусько Олександр Андрійович — український педагог, краєзнавець. Член Національної спілки краєзнавців України, Заслужений учитель України.
- Бондаревська Ольга Дмитрівна — український педагог, науковець, організатор навчально-виховного процесу з підготовки учительських кадрів.
- Бондаревський Петро Карпович — начальник Полтавського обласного управління культури 1980—1999 роках.
- Бородай Харитон Архипович — український поет, журналіст.
- Бразов Леонід Петрович — письменник. Член Національної спілки письменників України.
- Бугайко Тетяна Федорівна — заслужений учитель УРСР, доктор педагогічних наук, професор
- Буланий Михайло Леонідович — український спортсмен-пауерліфтер. Заслужений майстер спорту України.
- Булда Анатолій Андрійович — доктор педагогічних наук, професор, завідувач кафедри методики викладання соціально-гуманітарних дисциплін Національного педагогічного університету ім. М. П. Драгоманова.
- Войтенко Ніна Юхимівна — педагог, Герой Соціалістичної Праці.
- Волошин Юрій Володимирович — доктор історичних наук, професор, науковець.
- Гальченко Іван Васильович — український педагог, заслужений працівник освіти України, кавалер ордена «За заслуги» III ступеня.
- Гаран Олена Валентинівна — українська поетеса, редактор, громадська діячка, член Національної спілки письменників України.
- Голиш Григорій Михайлович — український історик, педагог, кандидат історичних наук.
- Григоренко Григорій Федорович — генерал-полковник КДБ СРСР.
- Грицай Антон Юрійович — український громадський та військовий діяч. Ультрас футбольного клубу «Ворскла», вояк полку «Азов» Національної гвардії України. Кавалер ордена «За мужність» ІІІ ступеня (посмертно).
- Дейсун Світлана — українська писанкарка.
- Дідик/Снарська/ Інна Станіславівна- українська та білоруська поетеса, член Національної спілки письменників України .
- Дубовий Олексій Мусійович — український історик та краєзнавець, почесний член Всеукраїнської спілки краєзнавців, Лауреат Державної премії ім. Т. Г. Шевченка.
- Дударчук Юлія Сергіївна — українська футзалістка та футболістка, гравець харківської футзальної команди «Tesla». Майстер спорту України з футзалу (2014), Майстерка спорту України міжнародного класу з футзалу. Гравець національної збірної України з футзалу.
- Зелюк Віталій Володимирович — учений-педагог, ректор Полтавського обласного інституту післядипломної педагогічної освіти ім. М. В. Остроградського.
- Злидень Федір Євтихійович — український письменник та журналіст.
- Зубко Яків Пантелеймонович — український зоолог XX століття.
- Іваненко Дмитро Дмитрович — фізик-теоретик, автор протон-нейтронної моделі атомного ядра.
- Касименко Олександр Карпович — український історик, доктор історичних наук
- Кириченко Микола Олексійович — український політик
- Ковінька Олександр Іванович — український письменник-гуморист.
- Кондратюк Юрій Васильович — український, радянський вчений-винахідник, один із піонерів ракетної техніки й теорії космічних польотів.
- Коновод Юрій Миколайович (1964—2019) — молодший сержант Збройних сил України, учасник російсько-української війни.
- Кувалдін Мирослав Джонович — український співак нігерійського походження, музикант, телеведучий, лідер гурту «The ВЙО».
- Кулик Олександр Васильович — український політик, правозахисник.
- Лагно Віктор Іванович — український вчений, математик, доктор фізико-математичних наук.
- Лашкул Георгій Олексійович — краєзнавець.
- Лисенко Тетяна Іванівна — переможець Всеукраїнського конкурсу «Учитель року — 2002», заслужений вчитель України.
- Лобас Петро Олександрович — український літературознавець і театрознавець.
- Лук'яненко Олександр Вікторович — український письменник, науковець, доктор історичних наук.
- Луньова Тетяна Володимирівна — письменниця, член Полтавської обласної організації НСПУ, науковець, кандидат філологічних наук, педагог, перекладач.
- Ляшенко Анастасія Олексіївна — українська громадсько-політична діячка. Народний депутат України 9-го скликання.
- Магда Василь Іванович — краєзнавець, член Полтавської спілки літераторів.
- Майфет Григорій Йосипович — український письменник, літературознавець, перекладач.
- Малюк Юлія Валентинівна — переможець Всеукраїнського конкурсу «Учитель року — 2009», заслужений вчитель України.
- Мариновський Юрій Юхимович — український історик, журналіст, краєзнавець. Лауреат обласної літературно-краєзнавчої премії імені М. Макимовича.
- Марченко Руслан Володимирович — старший солдат Збройних сил України, учасник російсько-української війни.
- Матвійчук Юліан Олександрович — український громадсько-політичний діяч, військовик, учасник війни на Сході України.
- Матосян Лернік Григорович — український спортсмен-пауерліфтер, заслужений тренер України, чемпіон світу.
- Мдівнішвілі Іраклій Іраклійович — український спортсмен-пауерліфтер. Майстер спорту України міжнародного класу.
- Мелащенко Олександр Петрович — український футболіст, нападник. У минулому — гравець національної збірної України та низки українських клубів. По завершенні ігрової кар'єри — український футбольний тренер. Наразі входить до тренерського штабу молодіжної збірної України.
- Мойсієнко Василь Миколайович — український історик, політолог, громадський діяч, кандидат історичних наук, професор, Заслужений працівник освіти України, перший проректор Черкаського національного університету імені Богдана Хмельницького.
- Нальотов Дмитро Олександрович — український підприємець та політик. Народний депутат України 9-го скликання.
- Нестуля Олексій Олексійович — доктор історичних наук, професор, ректор Полтавського університету економіки і торгівлі.
- Макаренко Антон Семенович — український радянський педагог і письменник, один із засновників системи дитячо-підліткового виховання.
- Момот Іван Михайлович — український політик. Голова Полтавської обласної ради (18 листопада 2010 — 22 лютого 2014).
- Наріжний Костянтин Григорович — український прозаїк. Член Національної спілки письменників України
- Нечипоренко Євген Петрович — доктор технічних наук, професор, керівник лабораторії з розробки першого у світі атомного реактора-перетворювача на швидких нейтронах
- Новохатько Леонід Михайлович — міністр культури України (2013—2014). Доктор історичних наук, професор, Заслужений діяч науки і техніки України.
- Осока Сергій Олександрович — український письменник, перекладач. Член Національної спілки письменників України з 2002 року.
- Пасічник Митрофан Васильович — радянський і український фізик, академік АН УРСР.
- Петренко Василь Сергійович — історик і педагог, доктор історичних наук.
- Петренко Іван Данилович — історик-краєзнавець, член Національної спілки краєзнавців України
- Півторак Григорій Петрович — український мовознавець, доктор філологічних наук, професор, академік НАН України.
- Пустовіт Тарас Павлович — український історик, архівіст, краєзнавець. Заслужений працівник культури України (2009). Голова Полтавського міського осередку Всеукраїнського товариства «Просвіта» імені Тараса Шевченка (від 1996), член правління Полтавської обласної організації Національної спілки краєзнавців України (від 2012).
- Пятов Андрій Валерійович — український футболіст, воротар донецького «Шахтаря» та капітан національної збірної України. Заслужений майстер спорту України з футболу — 2009 рік.
- Рахно Михайло Юрійович — український філолог, мовознавець, педагог. Кандидат філологічних наук.
- Ротач Петро Петрович — український поет і літературознавець. Член Національної спілки письменників України.
- Руденко Олександр Пантелеймонович — український учений-фізик, педагог, доктор фізико-математичних наук, професор, академік АН ВШ України.
- Сердюк Григорій Дмитрович — український педагог, історик-краєзнавець.
- Сердюк Ігор Олександрович — доктор історичних наук, науковець, педагог.
- Сидоренкова Ольга Панасівна — український педагог, заслужений вчитель України, відмінник освіти України.
- Скаба Андрій Данилович — український радянський партійний і державний діяч, історик, академік АН УРСР.
- Сліпак Володимир Олексійович — український композитор, педагог, музикант, заслужений працівник культури України, відмінник освіти УРСР і України, член Національної Всеукраїнської музичної спілки, співголова Полтавського обласного відділення НВМС.
- Стеценко Микола Митрофанович - український дитячий письменник, журналіст, член спілки письменників України.
- Степаненко Микола Іванович — учений-мовознавець, літературознавець, публіцист, педагог. Доктор філологічних наук. Заслужений діяч науки і техніки України.
- Супруненко Олександр Борисович — археолог, історіограф, музейник, видавець. Кандидат історичних наук. Заслужений працівник культури України (2003). Директор Полтавського краєзнавчого музею імені Василя Кричевського.
- Сухомлинський Василь Олександрович — український педагог, академік педнаук, публіцист, письменник, поет, Герой Соціалістичної праці.
- Тертичка Валерій Володимирович — український науковець, доктор наук з державного управління, професор, очільник Києво-Могилянської школи врядування Національного університету «Києво-Могилянська академія».
- Харченко Ніна Митрофанівна — заслужена артистка України.
- Харчук Борис Микитович — український письменник, член Спілки письменників СРСР.
- Хижняк Олександр Олександрович — український боксер. Чемпіон світу (2017), чемпіон Європи (2017), бронзовий призер Європейських ігор (2015). Заслужений майстер спорту України.
- Чебан Юрій Володимирович — український веслувальник-каноїст, дворазовий Олімпійський чемпіон (2012 та 2016), бронзовий призер Олімпійських ігор (2008), призер чемпіонатів світу та Європи. Заслужений майстер спорту України.
- Чеснаков Володимир Геннадійович — український футболіст, центральний захисник полтавської Ворскла (футбольний клуб).
- Червоніщенко Іван Григорович — поет, член Спілки письменників України.
- Шамота Олександр Сергійович — український політик, громадський діяч. У 2018—2020 роках виконував обов'язки міського голови Полтави.
- Шеметило Едуард Сергійович — український спортсмен, займається в програмі каное-марафон.
- Щербак Оксана Андріївна (* 1982) — українська спортсменка-спринтерка, яка спеціалізується в бігу на 400 метрів, майстер спорту України міжнародного класу з легкої атлетики.
- Щербань Олена Василівна — керамолог, етнолог, етнограф, краєзнавець, історик.
- Юхно Іван Олександрович — журналіст, письменник та краєзнавець.